# Rial
Rial, Riyal eller Ryal (arabiska ريال) är från början namnet på gamla arabiska och persiska valutor. Namnet härstammar troligen från de gamla europeiska silvermynten och då främst den spanska realen.
Rial har använts som valuta i flera arabländer eller länder som tillhörde det osmanska riket.

## Aktuella valutor
Idag används Rial som valuta i följande länder:
- Iran - iransk rial
- Jemen - jemenitisk rial
- Oman - omansk rial
- Qatar - qatarisk rial
- Saudiarabien - saudiarabisk rial

I de flesta länder är en riyal lika med 20 qursh